# Siège de Saint-Amour (1637)
Guerre de Trente Ans
Batailles
Le siège de Saint-Amour est une bataille qui eut lieu du 29 mars au 2 avril 1637 à Saint-Amour dans le comté de Bourgogne durant l'épisode comtois de la guerre de Trente Ans. Elle oppose les troupes françaises du duc de Longueville au régiment de Georges Jacquinot de Goux. Cette bataille fait suite à celle de Cornod.

## Contexte
En 1637, la France et le comté de Bourgogne sont en guerre. Louis XIII avait investi le comté de Bourgogne et ses troupes dirigées par le prince de Condé, avaient échoué à prendre Dole en août 1636. Jusqu'en mars 1637, la guerre avait plutôt été favorable aux Comtois, pourtant inférieurs en nombre. Mais, l'armée comtoise menée par Gérard de Joux de Watteville a été décimée à la bataille de Cornod, le 13 mars, par un détachement de l'armée de Longueville, commandé par le baron de Thianges. Forts de ce succès et débarrassé de l'armée comtoise, les Français peuvent s'en prendre aux riches villes du Revermont, et plus particulièrement Lons-le-Saunier, qui est leur objectif principal. Longueville, avec des troupes fraîches, quitte son quartier général de Chalon-sur-Saône pour prendre désormais la campagne en main. Il est accompagné du vicomte d'Arpajon et de Philippe de Chaumont-Guitry. Le 26, les Français entrent en Franche-Comté au sud de Lons, prennent Beaufort, Maynal, La Biolée, Digna, puis se dirigent sur Saint-Amour. La place de Saint-Amour, ville prospère et importante, est commandée, en l'absence du comte de Saint-Amour, par Georges Jacquinot de Goux, fils du colonel Vincent de Goux, trésorier du Comté de Bourgogne, qui participa quelques jours plutôt à la bataille de Cornod.

## La bataille

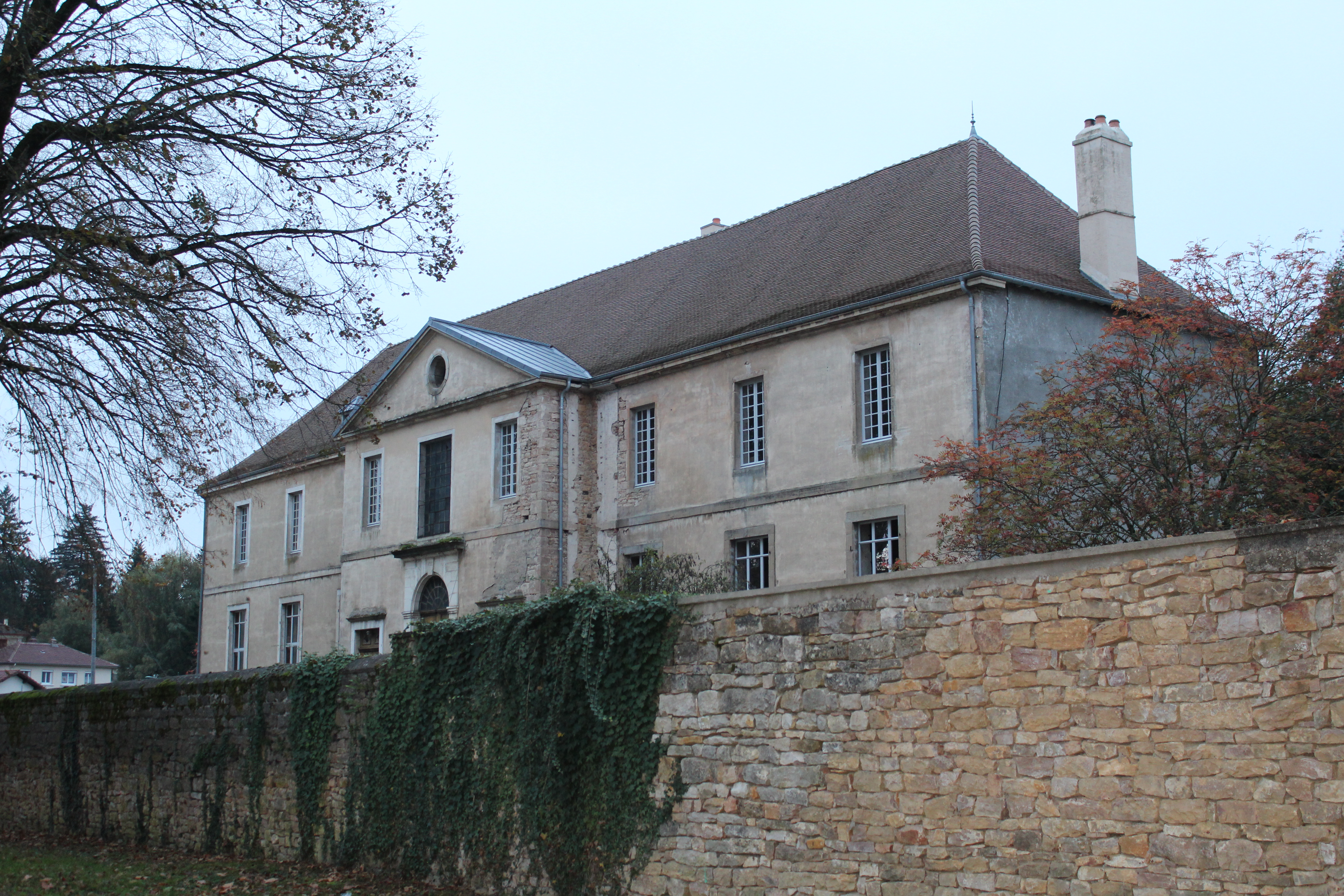
Ancien couvent des Capucins ou les français placèrent leur artillerie pendant la durée du siège

### Rapport de force
L'armée française est puissante et bien équipée. Elle dispose de 8 000 hommes, 2 000 cavaliers et de plusieurs pièces d'artillerie. Son moral est galvanisé par la victoire récente à Cornod. Le siège est confié à l'un des deux seconds de Longueville, le vicomte d'Arpajon. Coté comtois, les troupes de plus d'un millier d'hommes sont composées d'un régiment d'infanterie, d'un petit corps de miliciens et de 50 cavaliers commandés par le capitaine de Beauregard. Ce dernier s'est déjà plusieurs fois illustré lors de la campagne comtoise de Bresse. De Goux fait consolider les murailles dès qu'il apprend la menace française sur sa ville. Si les fortifications de la ville sont anciennes et vétustes, celles du château sont très bonnes. Ce sont les bourgeois de la ville qui ont insisté pour que la ville soit défendue et non livrée, malgré la connaissance du rapport de force largement défavorable. Ces derniers sont également à l'origine de la création de la milice. La population en  général est très favorable à l'idée de tenir tête aux français, galvanisée par les discours de la comtesse de Saint-Amour. Peu avant l'arrivée des Français, les femmes et les enfants sont évacués.

### Le siège
Le 29 mars, Longueville arrive enfin et fait cerner la ville. Il installe son artillerie près du couvent des capucins sur la route de Cuiseaux. Ce premier jour, seules quelques salves de canon sont tirées, sans conséquences.
Le lendemain, les Français donnent l'assaut par le faubourg et la porte Guichon. Mais au cours de l'assaut, Longueville apprend que Watteville, le chef de l'armée comtoise, a pu rassembler les débris de son armée et s’apprête à venir en aide à la cité assiégée. Il scinde alors ses forces et ordonne au maréchal de camp Jean de Chaumont-Guitry d'aller au devant de Watteville. Pendant ce temps, l'assaut est repoussé mais d'Arpajon, parvient à ouvrir une brèche dans un des murs de la ville.
Le lendemain, les combats reprennent avec plus de violence. 60 salves d'artillerie tombent sur la ville et la brèche est élargie. Un officier français propose alors une capitulation aux défenseurs comtois: ces dernier refusent. Peu après, les tirs d'artillerie reprennent et De Goux est alors mortellement touché. Un brèche finit par être ouverte et les Français parviennent enfin à rentrer dans la ville; un féroce combat de rue commence. Ce jour-là, 400 défenseurs comtois trouvent la mort dans ces combats. Les femmes de la ville se distinguent en soignant les blessés et apportant munitions et vivres aux combattants comtois. En fin de journée, la ville finit par tomber et 600 hommes parviennent à se réfugier dans le château sous les ordres de Beauregard. Ces derniers sont toujours déterminés à résister, le château étant encore en très bon état.

### Échec de l'armée de secours et reddition
Le 1er avril se déroule la bataille de Sainte-Agnès, au déroulement flou et contesté. Néanmoins Guitry parvient à stopper l'armée de secours comtoise qui reçut pourtant de puissants renforts lorrains. Longueville apprend la nouvelle au matin du 2 avril. Il donne aussitôt l'ordre à son artillerie de pilonner le château. Les Français voient arriver Guitry vers la fin d'après midi à Saint-amour. Les assiégés pensant que c'était l’armée de secours victorieuse qui arrivait, furent dans la joie avant de sombrer dans la consternation. Sans espoirs de secours et éprouvés par les bombardements, ils acceptent alors la reddition.
Ce même jour, les Français se sont emparés des châteaux de Cheuraux et de l'Aubepin proches de Saint-Amour.

## Les conséquences
La ville est livrée au pillage et au saccage, c'est pour elle la fin d'une époque faste: elle ne retrouvera jamais sa prospérité passée. Beauregard comme 200 autres, fut fait prisonnier et relâché contre la somme de 300 pistoles. Il mourra quelques années plus tard lors de la bataille de Rocroi.
Il n'existe a ce jour, aucune donnée des pertes françaises, mais on peut les estimer à plusieurs centaines de pertes, notamment lors des coûteux combats de rues. Hésitant finalement à s'en prendre à Lons qui a reçu de puissants renforts, les Français s'attaqueront plutôt au secteur de Saint-Claude et notamment à la ville de Moirans, qui connaîtra le même destin. Plusieurs mois plus tard, à l'été, Longueville pourra enfin prendre Lons, cette fois ci abandonnée par ses précieux renforts.
Si pour les Comtois, il s'agit d'une défaite de plus, elle laissera pour eux le souvenir d'un acte de courage et de résistance.